# Fasti consulares, ac triumphi acti a Romulo rege usque ad Ti. Caesarem
Fasti consulares, ac triumphi acti a Romulo rege usque ad Ti. Caesarem é um livro de 1550, em latim, de Carolus Sigonius, que enumera os cônsules romanos desde o rei Rômulo até o imperador Tibério.
O livro, o primeiro em que a história de Roma foi organizada em ordem cronológica, foi baseado em tábuas de bronze escavadas em 1547 no local do antigo Fórum Romano, chamadas Fasti Capitolini.